# Passion immortelle
Pour plus de détails, voir Fiche technique et Distribution.
Passion immortelle (Song of Love) est un film américain en noir et blanc réalisé par Clarence Brown, sorti en 1947.

## Synopsis
Une pianiste de grand talent, Clara Wieck, épouse un musicien inconnu, Robert Schumann. Sept enfants naissent. Johannes Brahms s'installe chez eux et s'éprend de Clara qui ne répond pas à ses avances. Ne trouvant pas d'éditeur pour sa musique, Robert sombre dans le désespoir. Pour payer les dettes, Clara donne des concerts…

## Fiche technique
- Titre : Passion immortelle
- Titre original : Song of Love
- Réalisation : Clarence Brown
- Scénario : Ivan Tors, Irma von Cube, Allen Vincent et Robert Ardrey d'après la pièce de Bernard Schubert (en) et Mario Silva
- Production  : Clarence Brown
- Société de production : Metro-Goldwyn-Mayer
- Direction musicale : Bronisław Kaper
- Photographie : Harry Stradling Sr.
- Montage : Robert Kern
- Direction artistique : Cedric Gibbons et Hans Peters
- Décorateur de plateau : Edwin B. Willis
- Costumes : Walter Plunkett et Valles
- Pays d’origine : États-Unis
- Langue originale : anglais
- Format : noir et blanc – 35 mm – 1,37:1 – son : mono (Western Electric Sound System)
- Genre : Drame romantique, biographie
- Durée : 119 min
- Dates de sortie :
  - États-Unis : 9 octobre 1947
  - France : 14 juillet 1948

## Distribution
- Katharine Hepburn : Clara Schumann
- Paul Henreid : Robert Schumann
- Robert Walker : Johannes Brahms
- Henry Daniell : Franz Liszt
- Leo G. Carroll : Professeur Friedrich Wieck
- Elsa Janssen : Bertha
- Gigi Perreau : Julie
- Tinker Furlong : Felix
- Ann Carter (en) : Marie
- Janine Perreau : Eugenie
- Henry Stephenson : Le roi Albert
- George Chakiris : enfant dans la chorale
- Tala Birell : Princesse Valerie Hohenfels
- Konstantin Shayne : Carl Reinecke

Acteurs non crédités
- George Davis : un valet
- Francis Pierlot : un vieux musicien